# No Me Compares Con Nadie
No Me Compares Con Nadie (pt: Não me compare com ninguém) é o oitavo álbum musical do cantor colombiano de vallenato Silvestre Dangond, com a participação do acordeonista Juancho de la Espriella. Foi lançado em 31 de agosto de 2011 pela Gravadora Sony Music. O álbum recebeu o Disco de Diamante na Colômbia.

## Faixas
| N.º | Título                     | Duração |  |
| 1.  | "No Me Compares Con Nadie" | 04:26   |  |
| 2.  | "La Cosita"                | 03:54   |  |
| 3.  | "Mi Amor Eres Tú"          | 04:46   |  |
| 4.  | "La Grabadora"             | 04:06   |  |
| 5.  | "El Fuerte"                | 04:31   |  |
| 6.  | "La Gringa"                | 04:35   |  |
| 7.  | "Un Amor Genial"           | 05:01   |  |
| 8.  | "El Gavilán"               | 04:21   |  |
| 9.  | "El Dilema"                | 04:42   |  |
| 10. | "Por Dios Que Si"          | 04:42   |  |
| 11. | "Estúpido"                 | 04:31   |  |
| 12. | "Mi Defensor"              | 04:49   |  |
| 13. | "Esa Mujer"                | 03:09   |  |